# Edipo ad Atene (Musorgskij)
Edipo ad Atene è un'opera abbozzata e rimasta incompiuta di Modest Petrovič Musorgskij.

## Storia della composizione
Musorgskij lavorò all'opera tra il 1858 e il 1860, basandosi sul dramma omonimo di Vladislav Ozerov. L'unico pezzo superstite di quell'attività è il brano Scena nel tempio: coro del popolo, che venne successivamente rielaborato dal compositore, per diventare il Coro delle sacerdotesse e dei soldati per il successivo tentativo, anch'esso non portato a termine, di comporre un'opera, Salammbô. Sia il brano originale, sia la successiva rielaborazione, vennero poi orchestrati da Nikolaj Rimskij-Korsakov.

## Esecuzioni
L'episodio superstite per coro e orchestra è entrato in una selezione di pezzi di Musorgskij che vengono rappresentati in spettacoli e registrati su album discografici. Il pezzo viene eseguito spesso in serate sinfoniche dedicate a Musorgskij, specialmente in Russia e nel nord dell'Europa. Nella stagione 2004-05 il maestro Patrick Fournillier, alla guida dell'orchestra e del coro dell'Arena di Verona al teatro Filarmonico, lo ha incluso in una raccolta di quattro pezzi per coro ed orchestra.

## Discografia
- Oedipus in Athens, diretto da Claudio Abbado con la London Symphony Orchestra ed il London Symphony Chorus.